# 악양 (전국)
악양(樂羊, ? ~ ?)은 중국 전국 시대 위나라(魏)의 장군이다. 위 문후(文侯)에게 등용되여 중산국(中山國)을 멸망시키는 공을 세웠으며 이로 인해 영수(靈壽)에 봉해졌다. 훗날 연나라(燕)의 명장으로 이름을 떨친 악의(樂毅)가 바로 그의 후손이다.

## 생애

### 등용
악양의 출신은 자세히 알 수 없다. 위 문후의 대신인 적황(翟璜)의 천거를 받아 장군이 되었다.

### 중산국 정벌
위나라의 장군이 된 악양은 중산국을 공격하였다. 당시 악양의 아들이 중산국에 있었는데, 중산국의 왕이 그를 죽이고는 시신을 삶아서 국을 만들어 악양에게 보냈다. 그러나 악양은 막하(幕下)에 앉아 그 국물을 모두 마셔버림으로써 자신의 굳은 결의를 드러냈다. 이 일로 인하여 악양은 후대에도 칭송을 받게 되었다.
마침내 기원전 408년(위문후 17), 악양은 3년에 걸친 전쟁 끝에 중산국을 정복하였다. 악양이 위나라로 돌아와 공을 논하였는데, 위 문후가 그에게 그동안 악양을 비방하던 상소문이 한 상자나 쌓여 있던 것을 보여주었다. 이에 악양은 수차례 절을 올리며 머리를 조아리고 말하기를, "이는 신(臣)의 공이 아니라 주군(主君)의 힘 덕분이옵니다."라 하였다.
한편 처음에 악양이 아들을 삶은 국물을 마셔버렸다는 소식을 들은 위 문후는 이에 감탄하며 도사찬(覩師贊)에게 "악양이 나 때문에 자기 아들의 고기를 먹었구나."라 하였다. 그러자 도사찬이 말하기를, "그 아들의 고기까지 먹을 정도이니, 누구의 고기인들 먹지 못하겠습니까?"라 하였다. 이후 위문후는 중산국을 정복한 악양에게 상을 내리면서도 내심 그를 의심했다고 한다. 그래서인지 이후 악양의 행적은 기록에 거의 보이지 않는다.
위 문후는 악양을 중산국의 옛 도읍인 영수(靈壽)에 봉하였다. 악양이 죽자 영수에서 장사를 지냈고, 그 후손들 또한 대대로 영수에 살게 되었다. 악양이 죽은 시기는 정확히 알 수 없다.